# 叶夫斯特拉托夫卡农村居民点
叶夫斯特拉托夫卡农村居民点（俄语：Евстратовское сельское поселение）是俄罗斯联邦沃罗涅日州罗索希区所属的一个农村居民点。其下辖有4个居民点，行政中心为叶夫斯特拉托夫卡。据2016年统计，该农村居民点的人口为1459人。